# Hoquei sobre gel als Jocs Olímpics d'hivern de 1984
Als Jocs Olímpics d'Hivern de 1984 celebrats a la ciutat de Sarajevo (Iugoslàvia) es disputà una prova d'hoquei sobre gel en categoria masculina. La competició tingué lloc entre els dies 7 i 19 de febrer de 1984 entre les instal·lacions de l'Olympic Hall Zetra.

## Resum de medalles
| Prova            | Or | Argent | Bronze |
| Hoquei sobre gel | Unió Soviètica Vladislav Tretiak · Zinetula Biljaletdinov · Sergei Shepelev · Nikolai Drozdetsky · Viacheslav Fetisov · Aleksandr Geramisov · Alexei Kasatonov · Andrei Khomutov · Vladimir Kovin · Alexander Kozhevnikov · Vladimir Krutov · Igor Larionov · Sergei Makarov · Vladimir Myshkin · Vasili Pervukhine · Aleksandr Skvortsov · Sergei Starikov · Igor Stelnov · Viktor Tuminev · Mikhail Vasiliev | Txecoslovàquia Milan Chalupa · Jaroslav Benák · Vladimír Caldr · František Černík · Miloslav Hořava · Jiří Hrdina · Arnold Kadlec · Jaroslav Korbela · Jiri Kralik · Vladimír Kýhos · Jiří Lála · Igor Liba · Vincent Lukáč · Dušan Pašek · Pavel Richter · Darius Rusnák · Vladimír Růžička · Jaromír Šindel · Radoslav Svoboda · Eduard Uvíra | Suècia Thomas Aahlen · Per-Eric Eklund · Thomas Eklund · Bo Eriksson · Lars Haakan · Peter Gradin · Mats Hessel · Michael Hjälm · Göran Lindblom · Tommy Mörth · Leif Håkan Nordin · Rolf Ridderwall · Jens Öhling · Thomas Rundqvist · Thomas Sandstroem · Håkan Södergren · Mats Thelin · Michael Thelvén · Mats Waltin · Göte Wälitalo |

## Medaller
| Posició | País           | Or | Argent | Bronze | Total |
| 1       | Unió Soviètica | 1  | 0      | 0      | 1     |
| 2       | Txecoslovàquia | 0  | 1      | 0      | 1     |
| 3       | Suècia         | 0  | 0      | 1      | 1     |
|         |                |    |        |        |       |
| Total   | Total          | 1  | 1      | 1      | 3     |

## Resultats

### Primera fase

#### Grup A
| Equip          | Pts | J | G | E | P | GF | GC | Dif.             |
| -------------- | --- | - | - | - | - | -- | -- | ---------------- |
| Unió Soviètica | 10  | 5 | 5 | 0 | 0 | 42 | 5  |                  |
| Suècia         | 7   | 5 | 3 | 1 | 1 | 34 | 15 | 1-1 RFA          |
| RFA            | 7   | 5 | 3 | 1 | 1 | 27 | 17 | 1-1 SUE          |
| Polònia        | 2   | 5 | 1 | 0 | 4 | 16 | 37 | 8-1 IUG, 1-6 ITA |
| Itàlia         | 2   | 5 | 1 | 0 | 4 | 15 | 31 | 6-1 POL, 1-5 IUG |
| Iugoslàvia     | 2   | 5 | 1 | 0 | 4 | 8  | 37 | 5-1 ITA, 1-8 POL |

| 7 de febrer  | Suècia         | 11-3 (2-1, 3-2, 6-0) | Itàlia         |
| 7 de febrer  | Unió Soviètica | 12-1 (3-1, 4-0, 5-0) | Polònia        |
| 7 de febrer  | Iugoslàvia     | 1-8 (1-1, 0-4, 0-3)  | RFA            |
| 9 de febrer  | Unió Soviètica | 5-1 (4-0, 1-1, 0-0)  | Itàlia         |
| 9 de febrer  | RFA            | 8-5 (2-2, 3-1, 3-2)  | Polònia        |
| 9 de febrer  | Iugoslàvia     | 0-11 (0-4, 0-1, 0-6) | Suècia         |
| 11 de febrer | Suècia         | 1-1 (1-0, 0-0, 0-1)  | RFA            |
| 11 de febrer | Iugoslàvia     | 1-9 (0-4, 1-1, 0-4)  | Unió Soviètica |
| 11 de febrer | Itàlia         | 6-1 (0-1, 4-0, 2-0)  | Polònia        |
| 13 de febrer | Unió Soviètica | 6-1 (4-1, 2-0, 0-0)  | RFA            |
| 13 de febrer | Suècia         | 10-1 (2-1, 7-0, 1-0) | Polònia        |
| 13 de febrer | Iugoslàvia     | 5-1 (0-0, 2-1, 3-0)  | Itàlia         |
| 15 de febrer | Unió Soviètica | 10-1 (5-0, 4-0, 1-1) | Suècia         |
| 15 de febrer | Iugoslàvia     | 1-8 (1-2, 0-3, 0-3)  | Polònia        |
| 15 de febrer | RFA            | 9-4 (1-0, 5-1, 3-3)  | Itàlia         |

#### Grup B
| Equip          | Pts | J | G | E | P | GF | GC | Dif. |
| -------------- | --- | - | - | - | - | -- | -- | ---- |
| Txecoslovàquia | 10  | 5 | 5 | 0 | 0 | 38 | 7  |      |
| Canadà         | 8   | 5 | 4 | 0 | 1 | 24 | 10 |      |
| Finlàndia      | 5   | 5 | 2 | 1 | 2 | 27 | 19 |      |
| Estats Units   | 4   | 5 | 1 | 2 | 2 | 16 | 17 |      |
| Àustria        | 2   | 5 | 1 | 0 | 4 | 13 | 37 |      |
| Noruega        | 1   | 5 | 0 | 1 | 4 | 15 | 43 |      |

| 7 de febrer  | Canadà         | 4-2 (2-1, 1-1, 1-0)  | Estats Units |
| 7 de febrer  | Finlàndia      | 4-3 (1-0, 2-1, 1-2)  | Àustria      |
| 7 de febrer  | Txecoslovàquia | 10-4 (2-0, 5-2, 3-2) | Noruega      |
| 9 de febrer  | Canadà         | 8-1 (2-0, 4-0, 2-1)  | Àustria      |
| 9 de febrer  | Txecoslovàquia | 4-1 (2-1, 1-0, 1-0)  | Estats Units |
| 9 de febrer  | Finlàndia      | 16-2 (5-0, 6-1, 5-1) | Noruega      |
| 11 de febrer | Txecoslovàquia | 13-0 (0-0, 6-0, 7-0) | Àustria      |
| 11 de febrer | Estats Units   | 3-3 (2-1, 0-1, 1-1)  | Noruega      |
| 11 de febrer | Canadà         | 4-2 (1-0, 0-2, 3-0)  | Finlàndia    |
| 13 de febrer | Canadà         | 8-1 (2-0, 3-0, 3-1)  | Noruega      |
| 13 de febrer | Txecoslovàquia | 7-2 (4-1, 1-1, 2-0)  | Finlàndia    |
| 13 de febrer | Estats Units   | 7-3 (2-1, 0-1, 5-1)  | Àustria      |
| 15 de febrer | Finlàndia      | 3-3 (1-0, 1-2, 1-1)  | Estats Units |
| 15 de febrer | Àustria        | 6-5 (4-1, 2-3, 0-1)  | Noruega      |
| 15 de febrer | Txecoslovàquia | 4-0 (1-0, 1-0, 2-0)  | Canadà       |

### Fase final

#### 7è-8è lloc
| 17 de febrer | Estats Units | 7-4 (2-2, 4-2, 1-0) | Polònia |

#### 5è-6è lloc
| 17 de febrer | RFA | 7-4 (1-2, 1-2, 5-0) | Finlàndia |

#### 1r-4t lloc
Els resultats obtinguts a la primera fase van ser tinguts en compte en la classificació final.
| Equip          | Pts | J | G | E | P | GF | GC |
| -------------- | --- | - | - | - | - | -- | -- |
| Unió Soviètica | 6   | 3 | 3 | 0 | 0 | 16 | 1  |
| Txecoslovàquia | 4   | 3 | 2 | 0 | 1 | 6  | 2  |
| Suècia         | 2   | 3 | 1 | 0 | 2 | 3  | 12 |
| Canadà         | 0   | 3 | 0 | 0 | 3 | 0  | 10 |

| 17 de febrer | Txecoslovàquia | 2-0 (0-0, 0-0, 2-0) | Suècia         |
| 17 de febrer | Unió Soviètica | 4-0 (0-0, 2-0, 2-0) | Canadà         |
| 19 de febrer | Suècia         | 2-0 (0-0, 1-0, 1-0) | Canadà         |
| 19 de febrer | Unió Soviètica | 2-0 (1-0, 1-0, 0-0) | Txecoslovàquia |